# Purbach am Neusiedler See
Purbach am Neusiedler See es un municipio situado en el distrito de Eisenstadt-Umgebung, en el estado de Burgenland, Austria. Tiene una población estimada, a inicios de 2024, de 3017 habitantes.